# Igreja de Santa Bárbara de Padrões
A Igreja de Santa Bárbara de Padrões, igualmente conhecida como Igreja Matriz de Santa Bárbara, é um monumento religioso na aldeia de Santa Bárbara de Padrões, no Município de Castro Verde, em Portugal.

## Descrição
Este monumento está situado num local dominante em relação à aldeia de Santa Bárbara de Padrões, tendo acesso pela Rua da Igreja. Consiste num edifício de pequenas dimensões, de aparência sóbria, com vários elementos típicos das igrejas das paróquias rurais no Alentejo. O adro da igreja é delimitado por um muro, no topo do qual se ergue uma cruz de madeira, funcionando como cruzeiro. A fachada principal é aberta por um portal de verga recta, encimado por um janelão de forma rectangular. Do lado direito da fachada principal ergue-se a torre sineira, de planta quadrada, com uma janela rematada por arcos de volta redonda, sendo coroada por um coruchéu com pináculos piramidais nos quatro cantos. A fachada posterior termina numa empena de forma triangular, encimada por uma cruz latina. Na fachada Norte encontram-se a capela de São Miguel, o baptistério, e a sacristia com salas próprias. A capela de São Miguel, adossada à fachada principal, termina numa empena triangular, com acrotérios rematados por pirâmides, possuindo um nicho e um registo das Almas do Purgatório na parede exterior.
O edifício está organizado numa só nave, dividida em cinco tramos de forma ogival, com vários elementos seiscentistas, incluindo os retábulos laterais. A capela dedicada a São Miguel tem uma cobertura em abóbada de berço, com um arco de volta perfeita suportado por pilastras. O altar-mor também tem uma abóbada de berço, e um arco triunfal de volta inteira, sustentado por pilastras. O altar integra-se no período oitocentista, com a parte frontal decorada com azulejos setecentistas, e tanto o retábulo como os altares colaterais apresentam talha dourada e policromada. Na parede ainda restam alguns vestígios de pinturas murais, que foram parcialmente cobertas pelo retábulo, com motivos brutescos. Tanto a capela-mor como a lateral apresentam vários elementos que se integram numa faceta popular do estilo Maneirista. Destacam-se igalmente as várias imagens, principalmente a imagem de Santa Bárbara que nos princípios do século XVIII era considerada como muito milagrosa, pelo que a igreja era frequentada pelos romeiros ao longo de todo o ano. Outro elemento de interesse é um menir no adro, que foi utilizado como assento. O culto à santa prossegue no século XXI, sendo os seus festejos realizados normalmente no último fim-de-semana em Agosto, e no dia Dia da Vigilia, em 4 de Dezembro.

## História
O local onde se ergue o edifício foi ocupado pelo menos desde o período romano, tendo sido encontrada uma grande quantidade de lucernas do século I junto da igreja e do cemitério. A descoberta deste espólio testemunha a forte presença romana em Santa Bárbara de Padrões, ligada à antiga exploração mineira em Neves-Corvo, enquanto que o próprio nome da freguesia alude aos padrões, marcos que eram instalados ao longo das estrada romanas para determinar as distâncias em milhas. Uma destas estradas passaria a curta distância da aldeia, provavelmente a via entre as antigas cidades romanas de Pax Julia (Beja), Myrtilis (Mértola) e Emerita Augusta (Mérida).
A igreja em si foi construída na primeira metade do século XVI, sobre as ruínas de uma mesquita do período muçulmano. A torre sineira foi instalada posteriormente. O edifício foi alvo de grandes obras no Seculo XVII. Em 1998 um elemento em pedra no adro, que era utilizado como banco, foi estudado por arqueológos, que o identificaram como um menir.
O processo para a classificação da igreja iniciou-se em 31 de Maio de 1985, pelo Instituto Português do Património Cultural. Em 22 de Julho de 1996 a Direcção Regional de Évora do Instituto Português do Património Arquitectónico emitiu uma proposta categorizar o imóvel como em Vias de Classificação, e em 10 de Setembro desse ano o Conselho Consultivo daquela organização deu o seu parecer favorável, com um despacho de homologação de 17 de Outubro por parte do Ministério da Cultura. Porém, o Ministério da Cultura ordenou que o IGESPAR que fosse reconsiderada a categorização do imóvel, uma vez que não podia ser classificado como de Interesse Municipal, por ser propriedade da Igreja Católica. O Despacho n.º 19338/2010 prolongou o prazo para a classificação, mas um parecer de 9 de Fevereiro de 2011 da Secção do Património Arquitetónico e Arqueológico do Conselho Nacional de Cultura propôs o arquivamento do processo, por considerar que a igreja não era de valor nacional. O despacho do arquivamento foi emitido pelo director do IGESPAR em 11 de Fevereiro desse ano, tendo o arquivamento do processo sido determinado pelo Anúncio n.º 13502/2012, de 24 de Setembro.
Em 2019, estava a ser planeada uma intervenção de restauro e electrificação dos sinos da igreja de Santa Bárbara de Padrões, que seria executada pela empresa sineira Jerónimo e Filhos, de Braga, e financiada na totalidade pela companhia Somincor, exploradora da Mina de Neves Corvo. Em Outubro de 2023, uma das propostas vencedoras do Orçamento Participativo de Castro Verde para 2024 foi para a intervenção de pintura interior na Igreja de Santa Bárbara de Padrões, no valor de dez mil euros.